# Liste der Metropoliten von Kitros, Katerini und Platamon
Die folgenden Personen waren Bischöfe von Kitros bzw. (seit 1912) Metropoliten von Kitros und Katerini. Seit 1985 führen sie den Titel Metropolit von Kitros, Katerini und Platamon:
- 869 oder 879 Germanos
- Leon
- 1295–1___ Johannes I. Sekontenos
- –1329 Georgios
- –1380 Gregorios I.
- Feofilos
- 1486–1___ Neophytos
- 1543–1560 Sofronios
- 1561–1565 Damaskenos
- 1567–1570 Loykianos
- 1590–1607 Zorimas
- –1612 Jeremias
- 1612–1615 ?
- 1615–1618 Jeremias
- 1649–16__ Antimos
- Maximos
- Johannes II.
- 1662–1679 Joachim
- 1720–17__ Abbakoym
- 1725–17__ Athanasios
- 1732–17__ ?
- 1759–17__ ?
- 1767–17__ Dionysios
- 1784–17__ Konstantios
- 1785–1791 Ignatios
- 1791–1___ Zacharias
- 1___–1821 Meletios I.
- 1821–1838 Kyrillos
- 1838–18__ Samuel
- 18__–1846 Meletios II.
- 1846–1853 Gregorios II.
- 1853–1858 Theokletos I.
- 18__–18__ Athanasios
- 18__–18__ Ioannikios I.
- 18__–1872 Philaretos
- 1872–1873 Dorotheos
- 1873–1875 Meletios III.
- 1875–1878 Nikolaos I. Louses
- 1878–1885 Ioannikios II.
- 1885–1893 Leontios
- 1893–1896 Nikolaos II.
- 1896–1904 Theokletos II.
- 1904–1933 Parthenios Bardakas
- 1934–1954 Konstantinos Koidakes
- 1954–1985 Varnavas Tzortzatos
- 1985–2014 Agathonikos Fatouros
- seit 2014 Georgios Chrysostomou